# Epic: The Musical
Epic: The Musical (EPIC) est une série de neuf albums conceptuels (appelés « sagas ») écrite et composée par Jorge Rivera-Herrans.
Libre adaptation de l'Odyssée d'Homère, inspirée par les comédies musicales, elle raconte le retour chez lui du héros Ulysse (Odysseus en grec, et dans le monde anglophone), qui, après la guerre de Troie dans laquelle il a joué un rôle déterminant, met dix ans à revenir dans son île d'Ithaque, pour y retrouver son épouse Pénélope, et son fils Télémaque. En chemin, il devra affronter dieux, monstres et tempêtes.
S'inspirant de sources diverses, Jorge Rivera-Herrans utilise divers genres musicaux et techniques narratives dérivés de la comédie musicale anglophone, des Anime, et des jeux vidéo.
EPIC gagne en popularité en 2021 grâce aux réseaux sociaux tels que TikTok.
Les 9 albums reçoivent des nombreuses critiques élogieuses pour leur profondeur émotionnelle et la complexité narrative de la série.

## Numéros musicaux
La comédie musicale est divisée en deux actes, eux-mêmes divisés en neuf sagas, comprenant jusqu'à cinq chansons, pour un total de quarante chansons (vingt par acte). Le premier acte comprend cinq sagas (Troy, Cyclops, Ocean, Circe et Underworld) d'une durée de 1h 04 min. Le deuxième acte comprend quatre sagas (Thunder, Wisdom, Vengeance et Ithaca) pour une durée de 1h 19 min.
| Acte 1 Troy Saga (La saga de Troie) The Horse and the Infant Just a Man Full Speed Ahead Open Arms Warrior of the Mind The Cyclops Saga (La saga du Cyclope) Polyphemus Survive Remember Them My Goodbye The Ocean Saga (La saga de l'Océan) Storm Luck Runs Out Keep Your Friends Close Ruthlessness The Circe Saga (La saga de Circé) Puppeteer Wouldn't You Like Done For There Are Other Ways The Underworld Saga (La saga des Enfers) The Underworld No Longer You Monster | Acte 2 The Thunder Saga (La saga du Tonnerre) Suffering Different Beast Scylla Mutiny Thunder Bringer The Wisdom Saga (La saga de la Sagesse) Legendary Little Wolf We'll Be Fine Love in Paradise God Games The Vengeance Saga (La saga de la Vengeance) Not Sorry For Loving You Dangerous Charybdis Get in the Water Six Hundred Strike The Ithaca Saga (La saga d'Ithaque) The Challenge Hold Them Down Odysseus I Can't Help but Wonder Would You Fall in Love with Me Again |

## Résumé

### Acte 1

#### Troy Saga(La saga de Troie)

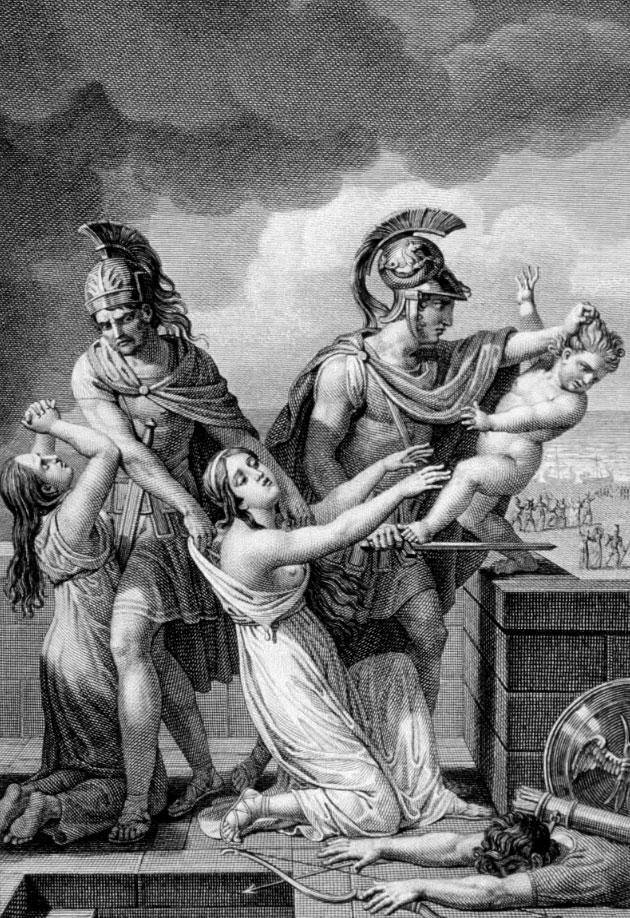
Pierre-Simon-Benjamin Duvivier et Adrien Migneret, Le jeune Astianax est précipité du haut des remparts de Troie, vers 1806

Après dix années à combattre avec les grecs lors de la guerre de Troie, Ulysse, roi d’Ithaque, mène avec succès l’invasion et le sac de la ville de Troie avec ses hommes, grâce à sa ruse du Cheval de Troie. Lors des combats, Zeus roi des dieux, envoie une vision à Ulysse, l'informant que s'il ne tue pas le nourrisson Astyanax, fils d'Hector, celui-ci grandira et se vengera d'Ulysse et de sa famille (The Horse and the Infant).
Ulysse se débat avec sa conscience face à cette décision, pensant à son propre fils Télémaque, mais finit par tuer le bébé en le jetant du haut du mur de la ville (Just a Man).

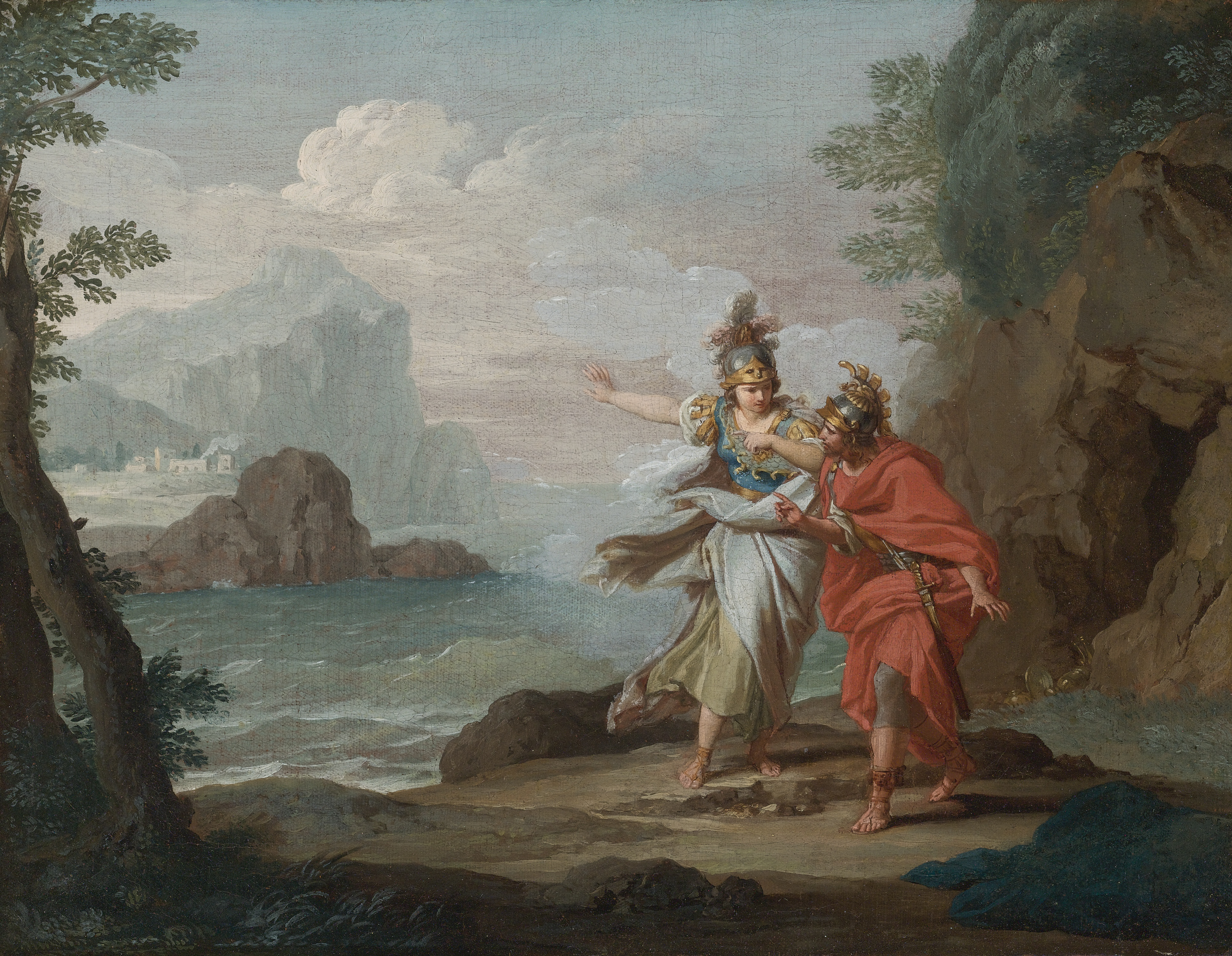
Giuseppe Bottani, Athéna apparaît à Ulysse pour lui révéler l'île d'Ithaque, vers 1765

Après le sac de Troie, Ulysse et sa flotte composée de six cents hommes, font voile vers leur patrie, Ithaque. À la recherche de nourriture pour ses hommes, Ulysse et son meilleur ami Polites partent en éclaireurs sur une île inconnue (Full Speed Ahead).
Face à Ulysse sur ses gardes Polites tente de le convaincre de tourner la page de la guerre et d'« accueillir le monde à bras ouverts ». Ils rencontrent les malicieux mangeurs de lotus qui les orientent vers une grotte à l'Est pour y trouver de la nourriture (Open Arms).
La déesse Athéna, mentor d'Ulysse depuis son adolescence, réalise que son protégé s'éloigne de ses préceptes de prudence et de sagesse sous l'influence de Politès. Elle se manifeste et fait revivre à Ulysse le souvenir de leur première rencontre afin de lui rappeler ce qu'elle attend de lui (Warrior of the Mind).

#### The Cyclops Saga(La saga du Cyclope)

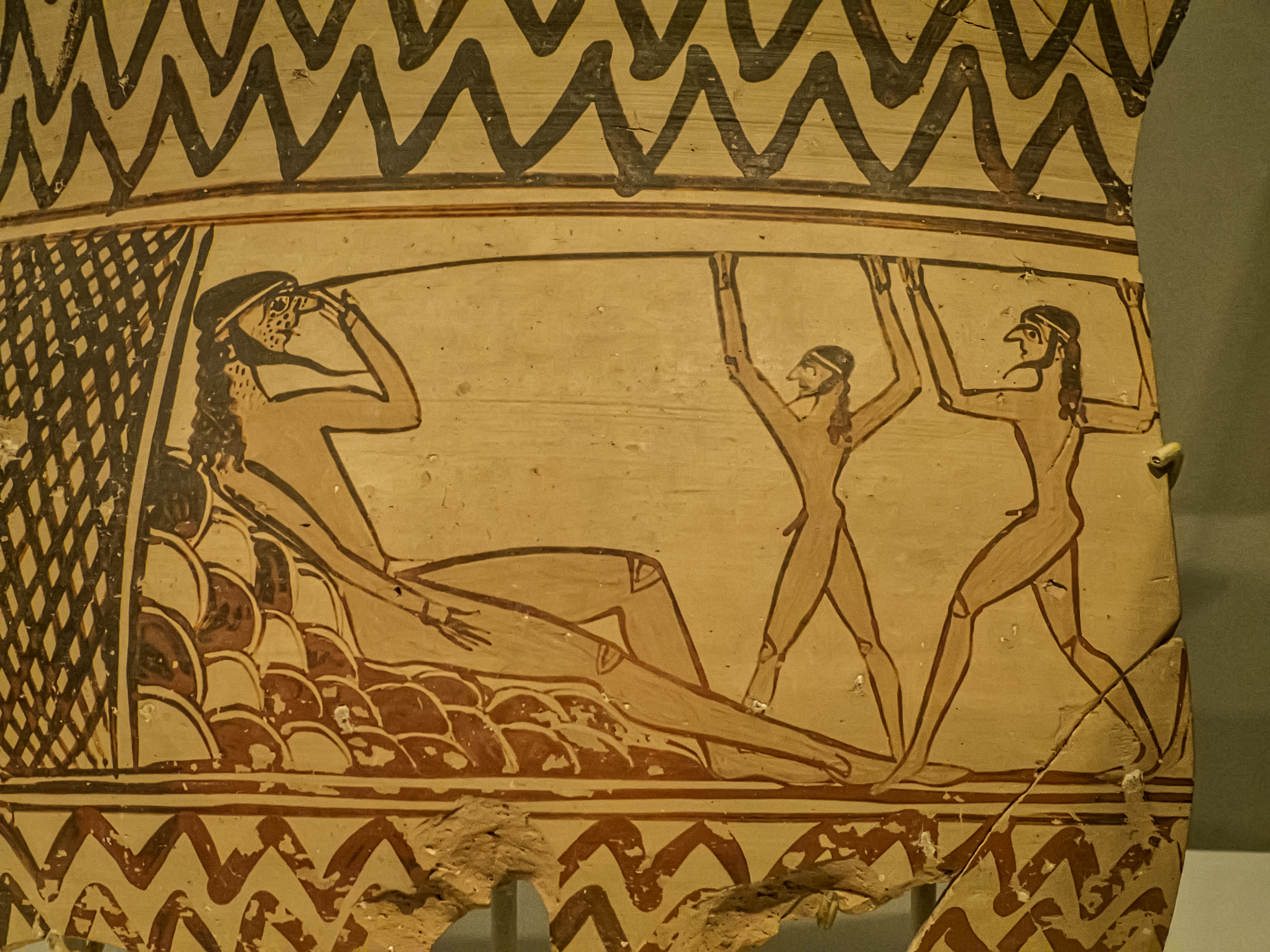
Cratère archaïque ou de la fin de la période géométrique représentant Ulysse et un marin poignardant le géant Polyphème dans son œil unique, argile, -670, Musée archéologique d'Argos

En arrivant sur l'île que les mangeurs de lotus leur ont indiquée, Ulysse et un groupe d'éclaireurs trouvent une grotte remplie de moutons et abattent l'un d'eux pour se nourrir. Le propriétaire du troupeau, le cyclope Polyphème, surgit en furie et menace de manger le groupe en rétribution. Ulysse tente de le raisonner et offre au cyclope un verre de fin vin grec en guise de paiement pour le mouton. Polyphème accepte le vin avant de demander à Ulysse son nom, ce à quoi Ulysse répond qu'il s'appelle « Personne ». Polyphème remercie « Personne » pour le vin, mais attaque tout de même ses hommes (Polyphemus).
Ulysse rassemble ses compagnons pour combattre Polyphème, avec succès pour un temps, mais le cyclope récupère une massue géante qui lui donne l'avantage. Il massacre plusieurs hommes, dont Polites, avant de s'évanouir (Survive).
Révélant qu'il a drogué le vin avec des fruits de lotus et profitant de l'état d'inconscience du cyclope, Ulysse exhorte ses hommes à se battre en mémoire de leurs camarades morts, leur ordonnant d'utiliser leurs épées pour aiguiser la massue et en faire une lance. Ils empalent Polyphème lui crevant l'œil, ses cris de douleur attirent d'autres cyclopes, qui demandent à Polyphème qui l'a blessé. Il répond qu'il a été blessé par « personne », incitant les autres cyclopes à lui demander de se taire si « personne » ne l'a blessé. Ulysse et ses hommes volent ensuite les moutons du cyclope aveuglé et s'échappent, mais Athéna apparaît à nouveau et lui ordonnant d'achever son ennemi. Ulysse ignore son conseil et dans un acte d'hybris révèle son vrai nom à Polyphème (Remember Them).
Athéna furieuse de le voir ainsi ignorer ses principes de prudence et de sévérité, annonce à Ulysse qu'elle renonce à son rôle mentor et à leur amitié (My Goodbye).

#### The Ocean Saga(La saga de l'Océan)

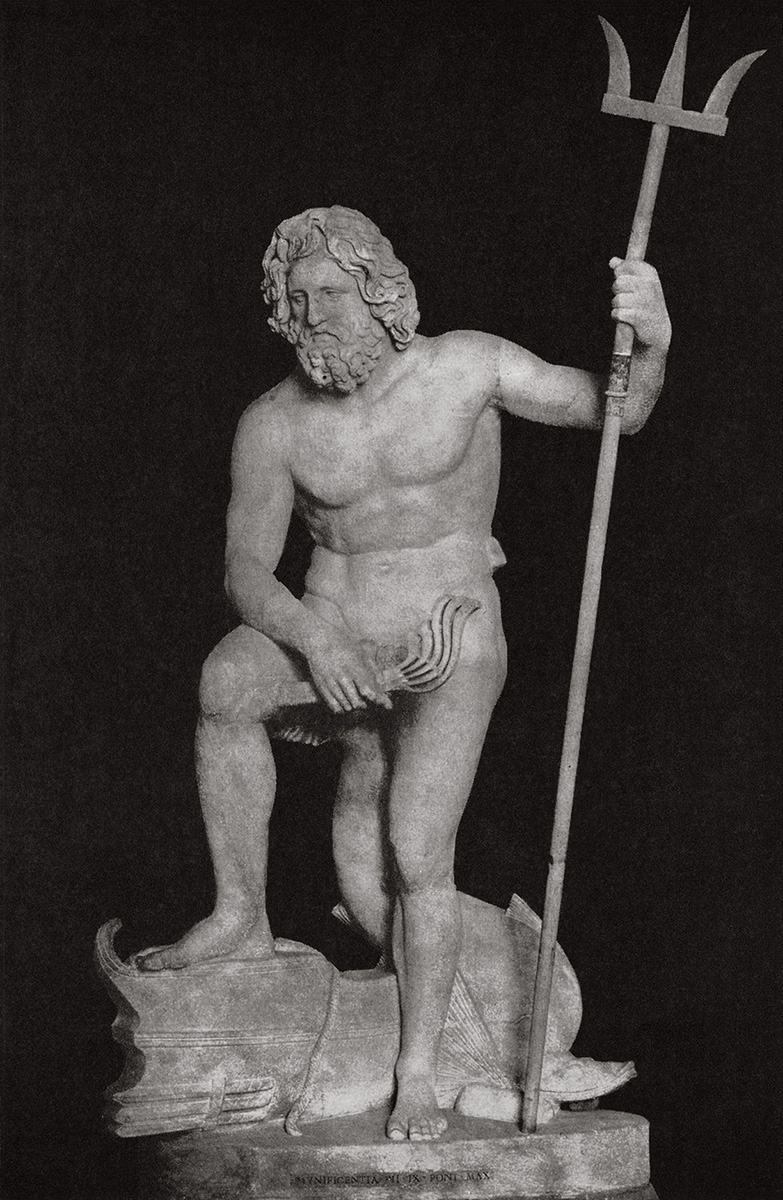
Poséidon du Latran, copie sur marbre d'après un original sur bronze de Lysippe. Musées du Vatican.

Alors que Ulysse et les membres survivants de l'équipage poursuivent leur route, ils affrontent une violente tempête et découvrent une île flottante (Storm).
Ulysse décide de se rendre sur l'île pour demander l'aide du dieu du vent Éole, mais Euryloque, son second, lui fait remarquer à quel point ce plan est risqué. Ulysse le prend à part et lui demande de suivre les ordres et de ne pas contredire ses plans en particuliers devant leurs hommes (Luck Runs Out).
En arrivant sur l'île flottante, Éole confie à Ulysse un sac de vent magique qui lui permettra de rentrer chez lui, à condition qu'il ne soit pas ouvert durant la traversée. Avant le départ de la flotte, les serviteurs d'Éole répandent la rumeur que le sac contient un trésor, semant ainsi la discorde au sein de l'équipage. Ulysse et son équipage atteignent presque les rives d'Ithaque, mais le sac est ouvert par l'équipage pendant le sommeil d'Ulysse. Ulysse et Euryloque referment rapidement le sac pour emprisonner les vents restants, mais la flotte emportée par les vents violents se retrouve près des terres des Lestrygons (Keep Your Friends Close).
Le dieu de la mer Poséidon apparaît alors, révélant qu'il est le père du cyclope Polyphème, jurant de se venger de la douleur qu'Ulysse a causée à son fils. Il coule tous les navires à l'exception de celui d'Ulysse, ne laissant que quarante-trois hommes sous son commandement. Avant que Poséidon ne puisse détruire le dernier navire, Ulysse libère le dernier vent du sac d'Éole, ce qui lui permet de s'échapper (Ruthlessness).

#### The Circe Saga(La saga de Circé)

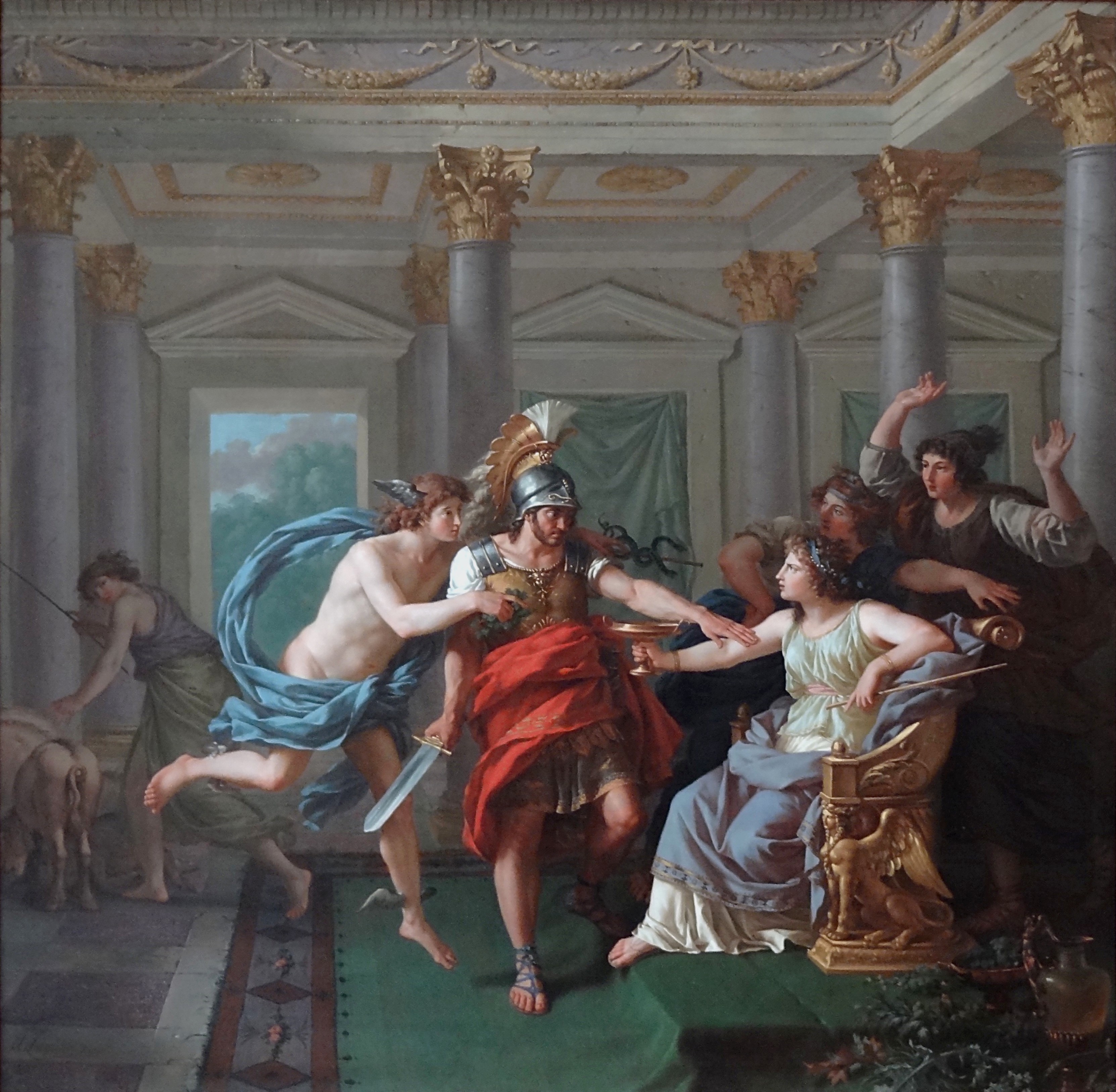
Ulysse arrivant dans le palais de Circé, Jean-Jacques Lagrenée, 1787

Échoué sur une île, Ulysse envoie une équipe d'éclaireurs, dirigée par Euryloque, explorer l'île. Ils rencontrent l'enchanteresse Circé, qui les transforme tous en cochons, à l'exception d'Euryloque. Alors qu'Euryloque rapporte la nouvelle à Ulysse, les deux hommes se disputent pour savoir s'ils doivent affronter Circé pour sauver leurs hommes ou reprendre la mer pour réduire leurs pertes, Ulysse finit par se diriger vers le palais de Circé (Puppeteer).
Le dieu Hermès apparaît à Ulysse et lui offre l'herbe magique « « moly », qui lui permettra d'égaler la puissance magique de Circé (Wouldn't You Like).
Circé et Ulysse s'affrontent et Ulysse prend le dessus (Done For).
Changeant de tactique, Circé tente de séduire Ulysse, mais celui-ci rejette ses avances et lui révèle sa détermination à retourner auprès de sa femme, Pénélope. Touchée Circé accepte de laisser partir ses hommes, leur donnant accès aux Enfers dans le monde souterrain, où ils pourront demander conseil au prophète aveugle Tirésias (There Are Other Ways).

#### The Underworld Saga(La saga des Enfers)

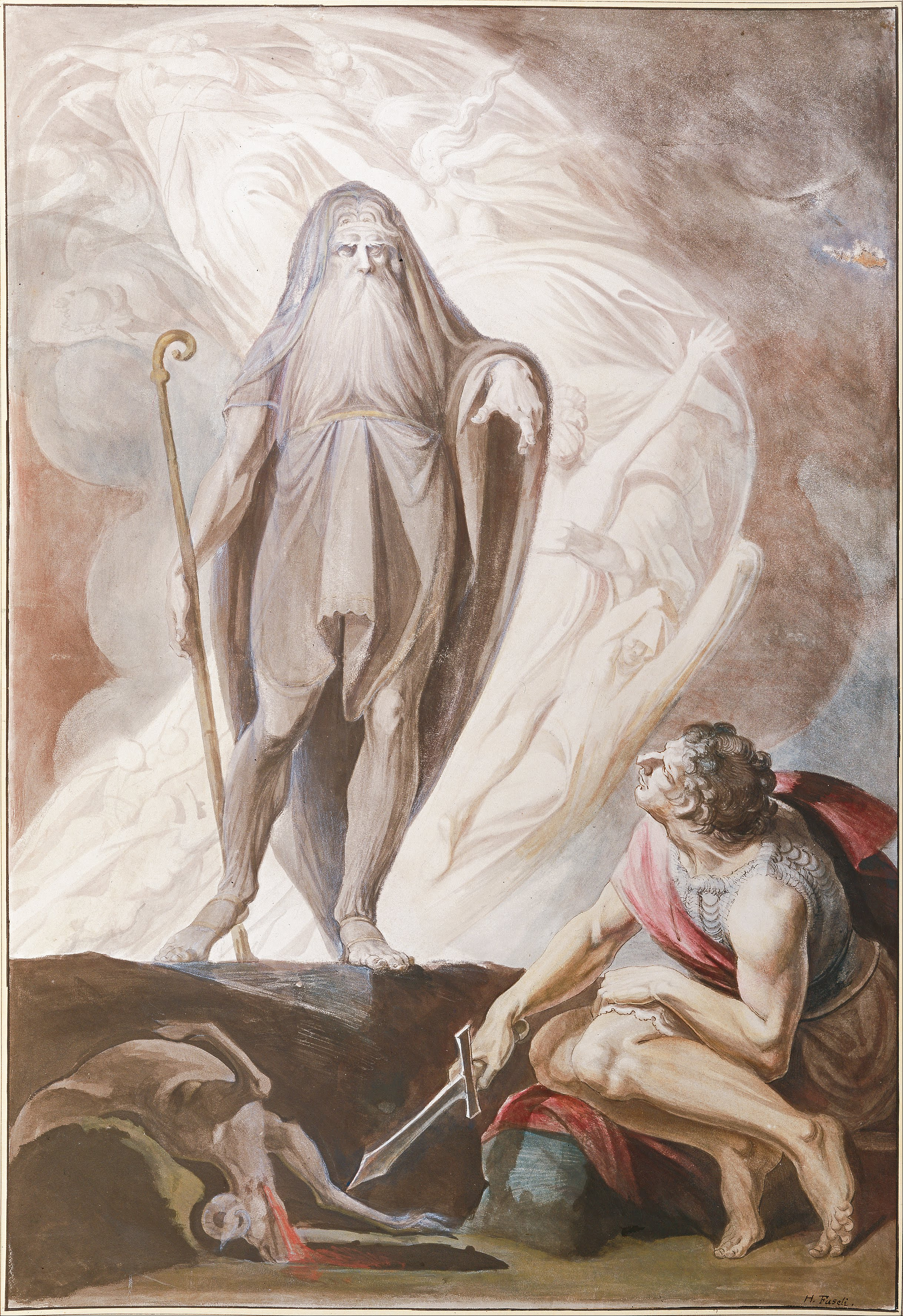
Johann Heinrich Füssli, Teiresias prédit l'avenir à Ulysse, 1780–1785

Descendus dans le monde souterrain, Ulysse et son équipage traversent les enfers et rencontrent les âmes de sa flotte tuée, y compris celle de son ami Polites, du nourrisson Astyanax, mais aussi d’Anticlée, la mère d'Ulysse qui découvre le décès de celle-ci alors qu’elle attendait fidèlement le retour de son fils (The Underworld).
Ulysse fini par rencontrer Tirésias le devin, qui lui annonce que bien qu'il ait une vision clairvoyante du passé et de l'avenir, il ne peut percevoir un avenir dans lequel Ulysse reviendrait indemne chez lui (No Longer You).
Affligé, Ulysse décide de renoncer à son côté miséricordieux, embrassant l'impitoyabilité et se préparant à rentrer chez lui par tous les moyens nécessaires (Monster).

### Acte 2

#### The Thunder Saga(La saga du Tonnerre)
Alors qu'il navigue en mer, Ulysse a une vision de Pénélope. Il lui demande de quelle manière il peut retourner chez lui, et elle lui révèle qu'il ne peut le faire qu'en passant par l'antre du monstre marin à six têtes Scylla, là où même Poséidon ne pénètre jamais. Elle demande alors à Ulysse de la rejoindre dans l'eau, affirmant qu'elle le délivrera de toutes ses souffrances (Suffering).

Ulysse et les Sirènes (1891), John William Waterhouse

Ulysse semble céder à ses avances, avant de l'attaquer, révélant qu'elle est une sirène déguisée. Il dévoile que lui et son équipage ont résisté aux chants magiques en se bouchant les oreilles avec de la cire d'abeille, et que pendant leur conversation son équipage a capturé le reste des sirènes. Les sirènes demandent grâce, mais Ulysse jure de ne pas commettre la même erreur qu'avec Polyphème et ordonne à son équipage de toutes les tuer (Different Beast).

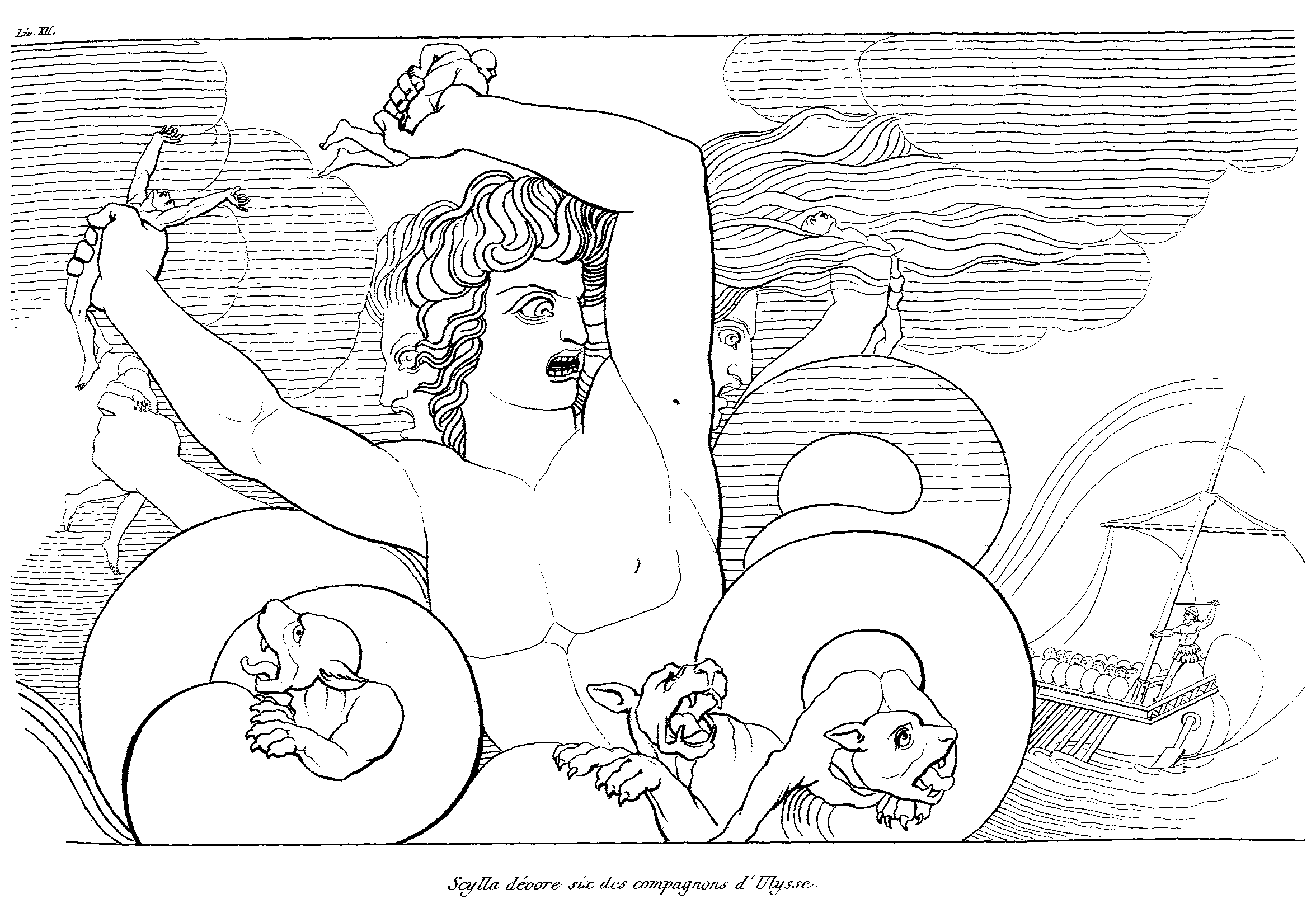
Scylla dévorant six des compagnons d'Ulysse, illustration de l’Odyssée par John Flaxman.

L'équipage navigue ensuite jusqu'à l'antre de Scylla, où Euryloque révèle à Ulysse que c'est lui qui a ouvert le sac des vents du dieu d'Éole. L'ignorant, Ulysse lui ordonne d'allumer six torches pendant qu'ils naviguent dans l'antre sombre de Scylla. Scylla, attirée par les lumières, mange les porteurs de torches, ce qui permet au navire de s'échapper avec seulement six victimes (Scylla).
Furieux qu'Ulysse ait accepté de sacrifier six de ses hommes, Euryloque prend la tête d'une mutinerie, blessant et emprisonnant Ulysse. Le navire accoste sur l'île la plus proche, qui se trouve être la demeure du dieu soleil Hélios. Malgré les avertissements d'Ulysse, Euryloque abat l'un des bœufs sacrés d'Hélios (Mutiny).
Hélios envoie Zeus pour juger l'équipage, ce dernier oblige Ulysse à choisir entre sa propre vie et celle des autres membres de l'équipage. Ulysse choisit finalement de sacrifier son équipage, et Zeus les tue tous à l'exception d'Ulysse (Thunder Bringer).

#### The Wisdom Saga(La saga de la Sagesse)
Sept ans plus tard, à Ithaque, Télémaque, le fils d'Ulysse a maintenant vingt ans et aspire à devenir un héros légendaire comme son père, en espérant ainsi pouvoir protéger sa mère, Pénélope, de ses prétendants de plus en plus violents (Legendary).

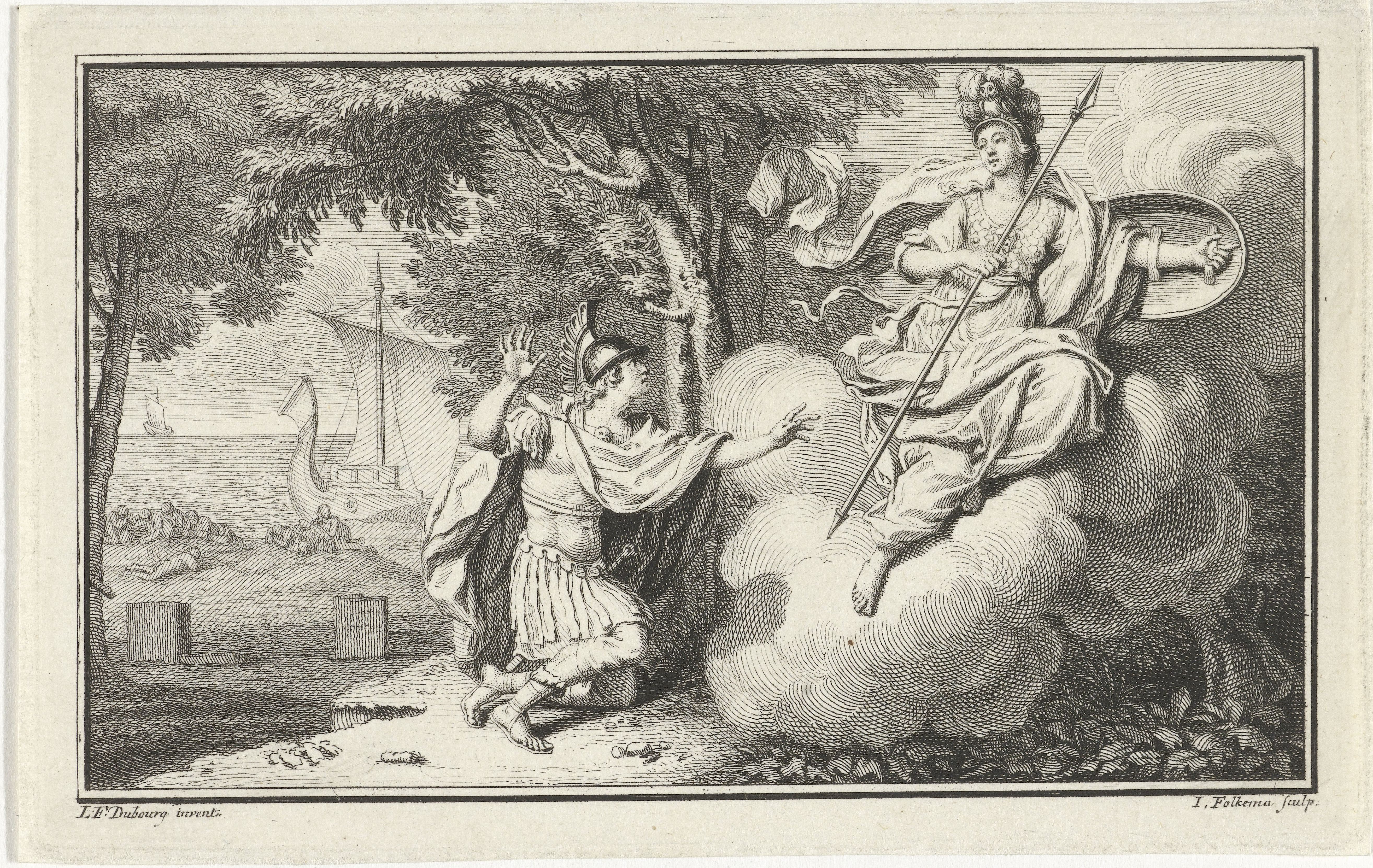
Minerve et Télémaque, gravure de Jacob Folkema d'après un dessin de Louis Fabritius Dubourg, 1703–1767

Pour défendre l'honneur de sa mère il tient tête au prétendant Antinoüs, mais il est sévèrement battu lors de la confrontation avant qu'Athéna n'apparaisse et ne lui vienne en aide (Little Wolf).
Lorsque Télémaque demande à Athéna pourquoi elle l'a aidé, elle évoque sa relation avec Ulysse et ses regrets quant à leur dispute et leur séparation. Télémaque, ignorant qu'elle fait référence à son père, encourage la déesse à tendre la main à son vieil ami et à renouer leur relation (We'll Be Fine).
Athéna décide de consulter les souvenirs d'Ulysse pour découvrir ce qui lui est arrivé depuis leur séparation, et découvre qu'il a été piégé sur l'île d'Ogygie par la déesse Calypso, qui depuis tente sans relâche de séduire Ulysse. Au fil des ans, Ulysse est devenu de plus en plus désespéré et désireux de s'échapper de l'île (Love in Paradise).
Sur le mont Olympe, Athéna demande à son père, Zeus, de libérer Ulysse, Zeus lui propose un pari. Il organise une rencontre où Athéna devra convaincre cinq autres dieux de l'Olympe — Apollon, Héphaïstos, Aphrodite, Arès et Héra — qu'Ulysse mérite d'être libéré, Zeus acceptera de le relâcher s'ils sont tous convaincus. Athéna utilise son esprit et sa sagesse pour convaincre les autres dieux. Victorieuse elle demande à Zeus de respecter sa part du marché. Irrité il attaque Athéna avec sa foudre l'accusant de l'avoir ridiculisé, mais la déesse survit et plaide à nouveau pour la liberté d'Ulysse (God Games).

#### The Vengeance Saga(La saga de la Vengeance)

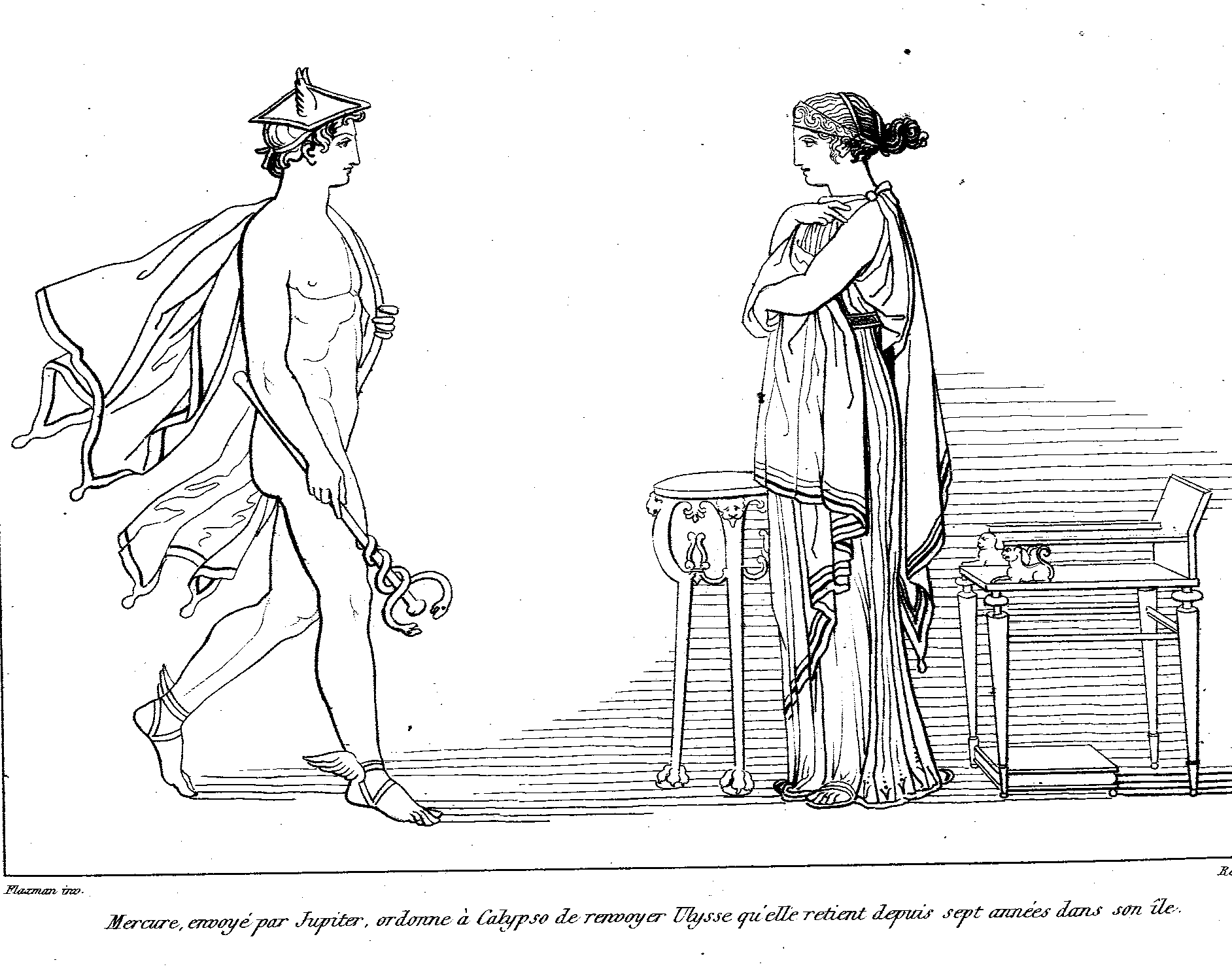
Hermes ordonne à Calypso de libérer Ulysse, John Flaxman, 1810.

Calypso fait ses adieux à Ulysse avant qu'il ne quitte Ogygie, exprimant des remords pour la douleur qu'elle lui a causée en le retenant sur son île, mais déclarant qu'elle n'est pas désolée de l'amour qu'elle éprouve pour lui (Not Sorry For Loving You).
Hermès apparaît à nouveau, offrant ses conseils et un sac des vents d'Éole pour aider Ulysse à rentrer chez lui sur un radeau, le prévenant néanmoins que la route sera dangereuse (Dangerous).
Ulysse échappe au monstre marin Charybde avant d'atteindre les côtes d'Ithaque, où il rencontre à nouveau le dieu Poséidon (Charybde).
Poséidon adresse à Ulysse un ultimatum : se noyer ou voir toute Ithaque submergée par un raz-de-marée. Ulysse se laisse entraîner au fond de l'océan (Get in the Water).
Mais ouvrant une dernière fois le sac des vents pour se défendre, il réussit à frapper Poséidon six cents fois en représailles pour ses six cents camarades morts. Poséidon réplique en dévoilant qu'en ouvrant le sac à vent, Ulysse a libéré une des tempêtes de Poséidon, détruisant sa dernière chance de rentrer chez lui. Ulysse furieux commence à torturer Poséidon en le poignardant à plusieurs reprises avec son propre trident, le forçant à céder et à arrêter la tempête (Six Hundred Strike).

#### The Ithaca Saga(La saga d'Ithaque)

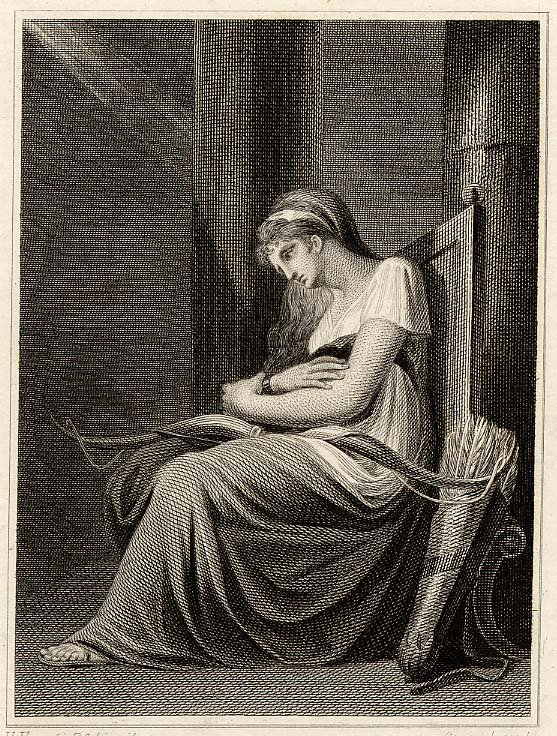
Robert Hartley Cromek, Pénélope tenant l'arc d'Ulysse, 1806

À Ithaque, Pénélope aperçoit la tempête de Poséidon au loin, et l'interprète comme un signe que sa vie va bientôt changer. Elle lance un défi, presque impossible, aux prétendants, promettant d'épouser celui qui pourra tendre le vieil arc d'Ulysse et tirer une flèche à travers douze têtes de hache (The Challenge).
Après avoir échoué au défi et compris que Pénélope n'a pas l'intention de les laisser prendre le pouvoir ou d'épouser l'un d'entre eux, Antinoos rassemble les prétendants pour assassiner Télémaque et violer Pénélope, mais une flèche le tue soudainement (Hold Them Down).

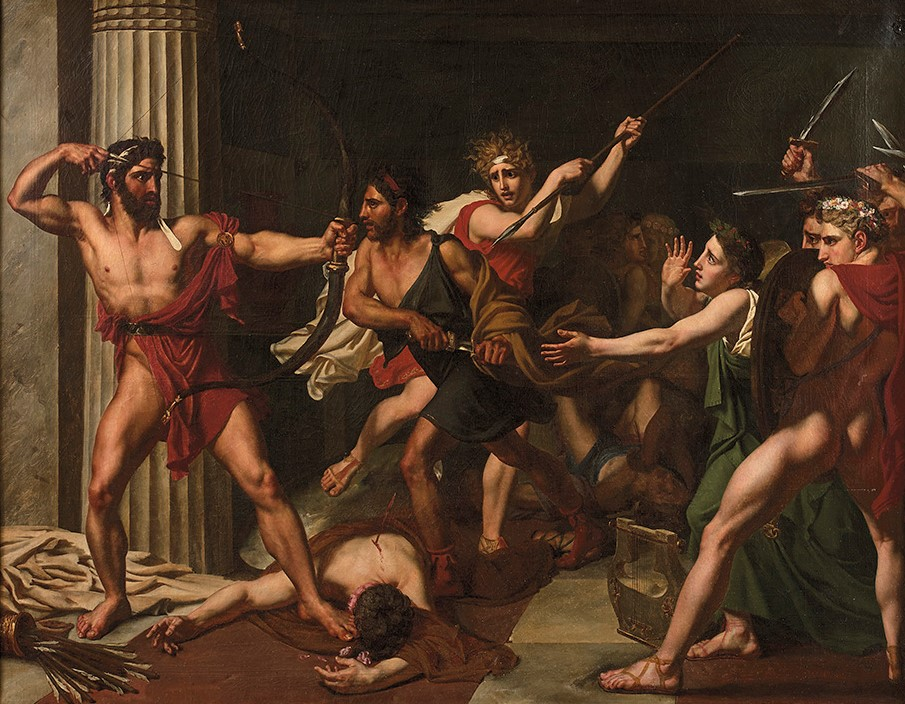
Jean Alaux, Ulysse et Télémaque massacrant les prétendants, 1812

Les prétendants découvrent que l'archer est Ulysse, qui vient de rentrer chez lui et découvre furieux les agissements passées et le plan des prétendants. Ulysse attaque rapidement le reste de leur groupe et les massacre un à un dans le palais ignorant leurs appels à la pitié. Télémaque également de retour à Ithaque, rejoint la bataille, mais il est rapidement submergé par le nombre de prétendants, Ulysse vient à son secours et tue les derniers intrus (Odysseus).
Après la bataille, Télémaque et Ulysse se rencontrent pour la première fois depuis vingt ans et partagent d'émouvantes retrouvailles. Alors que Télémaque part chercher Pénélope, Athéna apparaît à Ulysse et s'interroge sur un monde plus pacifique, mais Ulysse lui répond qu'il ne vivra pas pour voir un tel monde (I Can't Help but Wonder).
Ulysse retrouve enfin Pénélope, ému il lui fait part des épreuves qu'il a traversées pour la rejoindre, lui confie qu'il n'est plus l'homme dont elle est tombée amoureuse. Pénélope lui demande de déplacer leur lit de noces, ce à quoi Ulysse répond que c'est impossible car le lit est sculpté dans un olivier enraciné, là où ils se sont rencontrés pour la première fois. Comme seul Ulysse connait cette particularité, Pénélope déclare qu'il est toujours l'homme qu'elle a épousé, et tous deux se déclarent leur amour (Would You Fall in Love with Me Again).

## Distributions
La majorité du casting a été choisi via des auditions menées sur TikTok,.
| - Jorge Rivera-Herrans : Ulysse, Lotophages, Polyphemus, Les Cyclopes, - Luke Holt : Zeus, Elpénor - Armando Julián : Euryloque - Steven Dookie : Politès (en) - Teagan "TE/MO" Earley : Athéna - Ayron Alexander Périmède, Antinoos - Kira Stone : Éole - Anna Lea : Pénélope, les Sirènes - Miguel "MICO" Veloso : Télémaque - Steven Rodriguez : Poséidon - Talya Sindel : Circé - Troy Doherty : Hermès | - Wanda Herrans : Anticlée - Mason Olshavsky : Tirésias - KJ Burkhauser : Scylla - Barbara Wangui : Calypso - Brandon McInnis : Apollon - Mike Rivera : Héphaïstos - Janani K. Jha : Aphrodite - Earle Gresham Jr. : Arès - Sarah "POESY" Botelho: Héra - Diana Rivera-Herrans : Princess Winion - Dennis Diaz : Eurymaque - Tristan Caldwell : Amphinomos - Jamie Wiltshire : Mélanthée |

## Production
La production d'Epic : The Musical a commencé en 2019 en tant que projet pour la thèse de Jorge Rivera-Herrans alors étudiant à l'Université de Notre Dame. Le projet gagne en popularité en 2021 alors qu'il poste des vidéos documentant son processus de création et d'écriture sur TikTok,.
La première partie de la comédie musicale, The Troy Saga, est sortie en décembre 2022, suivie peu après par The Cyclops Saga au début de 2023. Le projet est ensuite resté bloqué pendant environ un an en raison d'un procès impliquant Rivera-Herrans et sa maison de disques, la troisième partie, The Ocean Saga, sortant finalement en décembre 2023.
En 2023, la société d'enregistrement Blair Russell Productions intente une action en justice contre Rivera-Herrans, cherchant à obtenir une reconnaissance de sa propriété exclusive de tous les droits d'auteur des deux premières sagas d'Epic. Rivera-Herrans a de son côté intenté une action reconventionnelle affirmant qu'il était l'auteur exclusif, le directeur musical et l'interprète principal des deux albums. Ces différentes actions en justice ont provoqué une scission entre la société d'enregistrement et l'équipe de production, et Rivera-Herrans fondant en réaction Winion Entertainment en tant que société d'enregistrement indépendante. Les chanteurs ont ensuite réenregistré les deux premières sagas pour les publier de manière indépendante.

## Réception
Dès la première semaine de sa sortie, The Troy Saga a dépassé les trois millions de streams, atteignant la deuxième place du Billboard Cast Album Chart (derrière Hamilton) et devenant l'album de bande originale numéro un sur iTunes le jour de sa sortie. Depuis, Epic connait une popularité constante, chaque saga atteignant la première place la semaine de sa sortie. En décembre 2024, Epic comptait 1,6 million d'auditeurs mensuels sur Spotify. La vidéo de la soirée de lancement de la dernière saga, sorti le 25 décembre 2024, a comptabilisé plus de 2,9 millions de vues. La playlist de l'album a généré plus de 39 millions d'écoute sur Youtube.
De nombreuses critiques mettent en avant le fait que la comédie musicale ait trouvé sa distribution entièrement en ligne et que toute la stratégie marketing s'est articulé autour des réseaux sociaux,.